# Макашвили, Константин Захарович
Константин Захарович Макашвили (груз. კონსტანტინე (კოტე) ზაქარიას ძე მაყაშვილი; 26 ноября 1876 года, Икалто, Грузия — 29 августа 1927 года, Цагвери, Грузинская ССР) — грузинский поэт.

## Биография

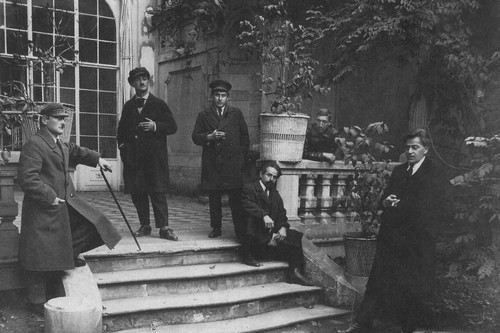
Во дворе Дома писателей. Тифлис, 1923 год. Слева-направо:Лео Киачели, Паоло Яшвили, Тициан Табидзе, Мосе Тоидзе, Варлам Рухадзе, Котэ Макашвили

Рано, в пятилетней возрасте, потерял отца и был отправлен в Карсскую область к старшим братьям.
Первое стихотворение написал в девятилетнем возрасте.
Десятилетним был отправлен в Тифлис, после двухлетней подготовительной учёбы был зачислен в третий класс 2-й классической гимназии. Окончил гимназию в 1895 году и продолжил обучение на юридическом факультете в Санкт-Петербургском университете, затем перевёлся на факультет восточных языков, но был исключен из университета за участие в студенческих волнениях.
В 1900 году вернулся в Грузию, где работал учителем.
С 1903 года перешёл в банковскую сферу. В 1915 году был избран директором банка.
Активно сотрудничал в периодических изданиях: «Иверия», «Общественная газета», «Арар», «Грузия», «Ломиси», «Сообщество», «Факбук», «Прометей» и других. Первый и единственный сборник лирических стихов «Лирика» был издан в 1914 году.
26 мая 1918 года подписал Декларацию независимости Грузии.
В 1918 году основал Арт-центр. В 1921 году был избран председателем комитета художников и Дворца художников, был инициатором создания специального фонда с надзорным учреждением, которое оказывало помощь всем молодым талантам, выступил одним из основателей и членом Совета управляющих Грузинской филармонии, Грузинского историко-неправительственного общества, Грузинского драматического общества, в начале 1920-х годов был активным членом Союза «Кадемное письмо». Один из основателей Союза писателей Грузии, был избран первым председателем Союза, и в течение почти десятилетия возглавлял Союз.

### Смерть
Умер в 1927 году после продолжительной болезни. Похоронен в пантеоне Дидубе писателей и общественных деятелей.

### Личная жизнь
Дочь — Маро Макашвили (1901—1921), погибла во время военных действий в Грузии, национальный герой Грузии (2015 год, посмертно).

## Память
Именем Котэ Макашвили названа улица в Тбилиси.